# LL・クール・J
LL・クール・J（LL Cool J、エルエルクールジェイ、1968年1月14日 - ）は、アメリカ合衆国のヒップホップMC・俳優。本名はジェームズ・トッド・スミス (James Todd Smith)。

## 略歴
ニューヨーク州ウェストチェスターでジェームズ・オンドレア夫妻の一人息子として生まれるが、両親の間で喧嘩が絶えず4歳のときに両親は離婚し、母に引き取られて母の実家のあるニューヨーククイーンズ区で育つ。教会の聖歌隊の一員としての活動、サッカー、ボーイスカウトなどをこなす活発な子供であった。
2017年に、ヒップホップ・ミュージシャン初のケネディ・センター名誉賞を受賞した。

## エピソード
芸名の由来は「Ladies Love COOL James」の略。
自宅に侵入した男を力ずくで取り押さえたエピソードがある。

## ディスコグラフィ
- レイディオ - Radio (1985)
- ビガー&デファー - Bigger and Deffer  (1987)
- ウォーキング ウィズ ア パンサー - Walking With a Panther  (1989)
- ママ セッド ノック ユー アウト - Mama Said Knock You Out  (1990)
- 14 ショット トゥ ザ ドーム - 14 Shots To The Dome (1993)
- ミスター スミス -  Mr. Smith (1995)
- オール ワールド（ベスト盤） - All World: Greatest Hits (1996)
- フェノメノン -  Phenomenon (1997)
- グレイテスト オブ オール タイム - G.O.A.T. (Greatest Of All Time) (2000)
- 10 - 10８2002）
- ディフィニション - The DEFinition (2004)
- トッド スミス - Todd Smith (2006)
- イグジット13 - Exit13 (2009)
- オール ワールド 2 - All World 2 (2009)
- オーセンティック - Authentic (2013)

## フィルモグラフィ

### 映画
| 公開年 | 邦題 原題                                                             | 役名                                 | 備考           |
| ------ | --------------------------------------------------------------------- | ------------------------------------ | -------------- |
| 1985   | クラッシュ・グルーブ Krush Groove                                     | 本人                                 |                |
| 1991   | ハード・ウェイ The Hard Way                                           | ビリー刑事                           |                |
| 1992   | トイズ Toys                                                           | パトリック・ゼヴォ                   |                |
| 1996   | クライム・タイム The Right to Remain Silent                           | チャールズ・レッド・テイラー         | テレビ映画     |
| 1997   | Touch タッチ Touch                                                    | 本人                                 |                |
| 1998   | KOOL 殺戮の銃弾 Caught Up                                             | ロジャー                             | 日本劇場未公開 |
| 1998   | ハロウィンH20 Halloween H20: 20 Years Later                           | ロニー                               |                |
| 1999   | ディープ・ブルー Deep Blue Sea                                        | シャーマン・ダドリー（プリーチャー） |                |
| 1999   | エニイ・ギブン・サンデー Any Given Sunday                             | ジュリアン・J・ワシントン            |                |
| 2000   | チャーリーズ・エンジェル Charlie's Angels                             | ミスター・ジェイソン                 |                |
| 2001   | カモン・ヘブン! Kingdom Come                                          | レイ・バド・スローカム・ジュニア     | 日本劇場未公開 |
| 2002   | ローラーボール Rollerball                                             | マーカス・リドリー                   |                |
| 2003   | ソウル・トレード Deliver Us from Eva                                  | レイモンド・アダムス                 | 日本劇場未公開 |
| 2003   | S.W.A.T.                                                              | ディーコン・“ディーク”・ケイ         |                |
| 2004   | マインドハンター Mindhunters                                          | ゲイブ・ヤンセン                     |                |
| 2005   | ダウト Slow Burn                                                      | ルーサー・ピンクス                   |                |
| 2005   | F.R.A.T./戦慄の武装警察 Edison                                        | ディード                             | 日本劇場未公開 |
| 2006   | ラスト・ホリデイ Last Holiday                                         | ショーン・マシューズ                 | 日本劇場未公開 |
| 2008   | ハリウッド式 恋のから騒ぎ The Deal                                    | ボビー・メイソン                     | 日本劇場未公開 |
| 2009   | ブルース・リー チェンジ・ザ・ワールド How Bruce Lee Changed the World | 本人                                 | テレビ映画     |
| 2013   | リベンジ・マッチ Grudge Match                                         | フランキー・ブライト                 |                |

### テレビシリーズ
| 放映年 | 邦題 原題                                                            | 役名             | 備考                         |
| ------ | -------------------------------------------------------------------- | ---------------- | ---------------------------- |
| 2005   | Dr.HOUSE House M.D.                                                  | 死刑囚クラレンス | 第2シーズン第1話「命の重み」 |
| 2007   | 30 ROCK/サーティー・ロック 30 ROCK                                   | Ridikolus        | 1エピソード                  |
| 2009   | NCIS ～ネイビー犯罪捜査班 NCIS: Naval Criminal Investigative Service | サム・ハンナ     | 2エピソード                  |
| 2009–  | NCIS:LA 〜極秘潜入捜査班 NCIS: Los Angeles                           | サム・ハンナ     | 175エピソード                |
| 2012   | HAWAII FIVE-0 Hawaii Five-0                                          | サム・ハンナ     | 第2シーズン第21話「感染」    |

## 参照
1. ↑  「NCIS:LA」のLL・クール・J 宅に侵入して取り押さえられた男　故殺で服役していたことも - ライブドアニュース